# フォルツァ!ひでまる
『フォルツァ!ひでまる』（Forza! Hidemaru）は、サッカー雑誌『サッカーダイジェスト』に連載された漫画、またそれを原作としてテレビ東京ほかにて2002年に放送されたテレビアニメ。

## 概要
中田英寿をモデルとした犬・ひでまるがサッカークラブに入団して選手として活躍する、という仲間との成長物語。元々ひでまるのキャラクターはパーフェクト・チョイスの番組『nakata.net TV』のマスコットとして誕生し、公募によって「ひでまる」の名が付けられたものである。
その後、エサカマサミによる4コマ漫画が『サッカーダイジェスト』で33回にわたり連載される。『月刊コロコロコミック』では、『ひでまる the soccer boy』というタイトルで2002年4月号から 2003年5月号の13回にわたって溝渕誠の作画により連載された。

## 登場人物
ひでまる
声 - 浅野まゆみ
本作の主人公。サッカーボールを肌身離さず持つほど、サッカーが大好き。チームのリーダー。
ナナ
声 - 野川さくら
本作のヒロイン。千の丞の孫娘。チームのまとめ役。
リキ
声 - 長嶝高士
ゴールキーパー。マッチョ。
ジョー
声 - 岸尾大輔
クールな選手。キザ。チームの得点王で、ひでまろやカイザーからライバル視されている。
千の丞(せんのじょう)
声 - 佐藤正治
チームの監督兼コーチ。ナナの祖父。
十兵衛(じゅうべえ)
声 - 小宮和枝
いつもおっとりしている。
レイ
声 - 木村美佐
　チアリーダー。
クレオ
声 - 木村美佐
コスモスの姉妹の姉。ピンクの髪。
蘭丸(らんまる)
声 - 橋本京子
　チームのサポーター。メカに強い。
跳六(はねろく)
声 - 斉藤瑞樹

バイソン
声 - 斉藤瑞樹
　「クラブナンバー1」のゴールキーパー。
ハヤカゼ
声 - 高瀬右光

ミキ
声 - 井上彩名
カバの姉妹の姉。力持ち。
ミカ
声 - くるまどあきこ
カバの姉妹の妹。しっかり者。
キュータロウ
声 - 出村貴
　アシカ。まじめ。
源五郎(げんごろう)
声 - 松本吉朗
　半次郎とは腐れ縁。チビでボケ。
ペレス
声 - 松本吉朗
アレキサンダー兄弟の兄。紫の髪。
半次郎(はんじろう)
声 - 小林けい
源五郎とは腐れ縁。ノッポでツッコミ。
FCエンジェルスのオーナー
声 - 小林けい

パトラ
声 - 小林けい
コスモス姉妹の妹。銀髪。
カイザー
声 - 伊藤健太郎
　「クラブナンバー1」のオーナーの息子で、キャプテン。
イノクマ
声 - 伊藤健太郎
　イノシシ。元柔道チャンピオン。
ゲオルグ
声 - 高瀬右光
カイザーの父。「クラブナンバー1」のオーナー。
清四郎(きよしろう)
声 - 石塚堅
さすらいの旅人。荒くれ者。
八の助(やのすけ)
声 - 永野善一
カラスのコンビの一人。クチバシの模様が1本。
ラルス
声 - 永野善一
アレキサンダー兄弟の弟。金髪。
ワルサワン
声 - 永野善一
　ワルサ兄弟の兄。茶色で背が高い。
九の助(くのすけ)
声 - 布目貞雄
カラスのコンビの一人。クチバシの模様が2本。
ドルフ
声 - 布目貞雄

角の進(かくのしん)
声 - 平川大輔
　ウシ。イノクマと合わせて「柔道トリオ」。
金太郎(きんたろう)
声 - ダイ雅也
クマ。イノクマと合わせて「柔道トリオ」。
ゴルボ
声 - 水島大宙

フローレンス
声 - 立野香菜子

女子アナ(じょしアナ)
声 - 吉田真希子
実況アナウンサー。

## テレビアニメ版
2002年4月6日から9月28日の間、TVQ九州放送を除くテレビ東京系列で放送。全26話。福岡県地区はフジテレビ系列局のテレビ西日本で放送された。その他、テレビ静岡でもネットされている。
サッカーアニメと擬人化した動物キャラクターのコラボレーションや、中田英寿本人がスタッフに協力を務めたことが話題を呼んだ。サッカーのプレイヤーチームは男女混合、選手の入れ替えが何度も可能、など実際のサッカーのルールにおける相違点が見られる。
制作協力として韓国の同友アニメーションが表記されているが、本作は韓国では未放送となっている。
VHSによるメディア化はされているが、DVD化はされていない。

### スタッフ
- 原案・監修 - サニーサイドアップ
- 協力 - nakata.net/中田英寿
- キャラクター原案 - エサカマサミ/コミックスウェーブ
- 企画 - 白井晃（サニーサイドアップ）、生田英隆（NAS）
- 企画協力 - 小学館キャラクター事業センター
- 監督 - 高本宣弘
- シリーズ構成 - 高屋敷英夫
- キャラクターデザイン - 渡辺はじめ
- 美術監督 - 西川淳一郎
- 音響監督 - 高橋秀雄
- 音楽 - 福島祐子、水垣カエル
- 音楽協力 - テレビ東京ミュージック
- 編集 - 中川昌男
- 編集協力 - 内野寿乃
- プロデューサー - 笹村武史（テレビ東京）、笹田直樹
- ラインプロデューサー - 土屋貴彦、金英斗
- 連載 - 月刊コロコロコミック「ひでまる ザ・サッカーボーイ」
- アニメーション製作 - ぎゃろっぷ
- 制作協力 - 同友アニメーション
- 製作 - テレビ東京、NAS

### 主題歌
オープニングテーマ「勝利の旗」
作詞・作曲・歌 - 小久保淳平 / 編曲 - 小久保淳平、井上慎二郎（東芝EMI）
エンディングテーマ「Brand-new me, Brand-new morning」
作詞 - 櫛引彩香、松田岳二 / 作曲・歌 - 櫛引彩香 / 編曲 - 松田岳二（東芝EMI）

### 各話リスト
| 話数 | サブタイトル         | 脚本       | コンテ         | 演出     | 作画監督 | 放送日        |
| ---- | -------------------- | ---------- | -------------- | -------- | -------- | ------------- |
| 1    | サッカー大好き!      | 高屋敷英夫 | 高本宣弘       | 久保太郎 | 成元鎔   | 2002年 4月6日 |
| 2    | ラブラブシュート!    | 高屋敷英夫 | 飯島正勝       | 筒井義明 | 鄭珍友   | 4月13日       |
| 3    | 必殺11人抜き!?       | 高屋敷英夫 | 榎本たけあき   | 久保太郎 | 金平湖   | 4月20日       |
| 4    | やっとイレブン!?     | 高屋敷英夫 | 谷田部勝義     | 筒井義明 | 成元鎔   | 4月27日       |
| 5    | バナナシュートだ?!   | 武上純希   | 腰繁男         | 久保太郎 | 朴海遠   | 5月4日        |
| 6    | ラフプレーはキライ!  | 武上純希   | 榎本たけあき   | 筒井義明 | 姜成虎   | 5月11日       |
| 7    | サンダーシュート!    | 高屋敷英夫 | 飯島正勝       | 久保太郎 | 成元鎔   | 5月18日       |
| 8    | ただいま60連敗中!    | 武上純希   | 谷田部勝義     | 筒井義明 | 鄭珍友   | 5月25日       |
| 9    | キャプテンはつらいゼ | 高屋敷英夫 | 腰繁男         | 久保太郎 | 成元鎔   | 6月1日        |
| 10   | さすらいのMF         | 高屋敷英夫 | 榎本たけあき   | 筒井義明 | 鄭景燮   | 6月8日        |
| 11   | ビビるな! 1回戦      | 武上純希   | こはなわためお | 久保太郎 | 朴海遠   | 6月15日       |
| 12   | ラブラブパワー爆発!  | 武上純希   | 飯島正勝       | 筒井義明 | 成元鎔   | 6月22日       |
| 13   | Wハットトリック!!    | 高屋敷英夫 | 腰繁男         | 久保太郎 | 朴海遠   | 6月29日       |
| 14   | 1000本シュート!      | 高屋敷英夫 | 榎本たけあき   | 筒井義明 | 姜成虎   | 7月6日        |
| 15   | トルネードシュート!  | 高屋敷英夫 | こはなわためお | 久保太郎 | 高成雲   | 7月13日       |
| 16   | 走れ! 走れ! 作戦     | 高屋敷英夫 | 飯島正勝       | 筒井義明 | 朴海遠   | 7月20日       |
| 17   | やったぜ! 10人パス   | 高屋敷英夫 | 榎本たけあき   | 久保太郎 | 成元鎔   | 7月27日       |
| 18   | サッカーするでちゅ!  | 高屋敷英夫 | こはなわためお | 筒井義明 | 姜成虎   | 8月3日        |
| 19   | サンバシュート!      | 高屋敷英夫 | 谷田部勝義     | 久保太郎 | 高成雲   | 8月10日       |
| 20   | どうした!? カイザー  | 高屋敷英夫 | 飯島正勝       | 筒井義明 | 姜成虎   | 8月17日       |
| 21   | 立つんだ! ジョー     | 高屋敷英夫 | 榎本たけあき   | 久保太郎 | 成元鎔   | 8月24日       |
| 22   | 銀河大回転シュート!  | 武上純希   | こはなわためお | 筒井義明 | 高成雲   | 8月31日       |
| 23   | 涙のPK戦!            | 武上純希   | 飯島正勝       | 久保太郎 | 姜成虎   | 9月7日        |
| 24   | 激辛シュート!        | 武上純希   | 榎本たけあき   | 筒井義明 | 成元鎔   | 9月14日       |
| 25   | 決戦の日!            | 高屋敷英夫 | こはなわためお | 久保太郎 | 姜成虎   | 9月21日       |
| 26   | サッカー楽しい!      | 高屋敷英夫 | 高本宣弘       | 筒井義明 | 成元鎔   | 9月28日       |

### 放送局
| 放送期間                 | 放送時間           | 放送局         | 対象地域       | 備考           |
| ------------------------ | ------------------ | -------------- | -------------- | -------------- |
| 2002年4月6日 - 9月28日   | 土曜 9:00 - 9:30   | テレビ東京     | 関東広域圏     | 製作局         |
|                          |                    | テレビ北海道   | 北海道         |                |
|                          |                    | テレビ愛知     | 愛知県         |                |
|                          |                    | テレビ大阪     | 大阪府         |                |
| 2002年4月9日 - 10月8日   | 火曜 7:30 - 8:00   | テレビせとうち | 岡山県・香川県 |                |
| 2002年4月13日 - 10月12日 | 土曜 16:25 - 16:55 | テレビ西日本   | 福岡県         | フジテレビ系列 |
| 不明                     | 日曜 9:30 - 10:00  | テレビ静岡     | 静岡県         | フジテレビ系列 |